# Korioukivka
Korioukivka (en ukrainien : Корюківка) ou Korioukovka (en russe : Корюковка) est une ville de l'oblast de Tchernihiv, en Ukraine, et le centre administratif du raïon de Korioukivka. Sa population s'élève à 5 783 en 2023.

## Géographie
Korioukivka est située à 72 km au nord-est de Tchernihiv.

## Histoire
Korioukivka a été fondée en 1657 par les Cosaques Koriouka, qui lui ont donné leur nom. À partir de la seconde moitié du XIXe siècle des industries sucrières se développent dans la ville, les produits sont réputés et obtinrent des médailles d'or à l'exposition de Moscou en 1882 et de Paris en 1900.
Lors de l'automne et de l'hiver 1941, la population juive locale est assassinée lors d'exécutions de masse.
En mars 1943 a lieu le (en) massacre de Korioukivka. Environ 6 700 civils sont tués et 1 290 maisons détruites par les soldats allemands assistés d'auxiliaires ukrainiens. Il s'agit de représailles contre les activités de partisans soviétiques dans cette zone.
Elle a le statut de ville depuis 1953.
La ville est visitée par les forces russes lors de Invasion de l'Ukraine par la Russie en 2022 qui ont visité des locaux paroissiaux.

### Lieux d’histoire

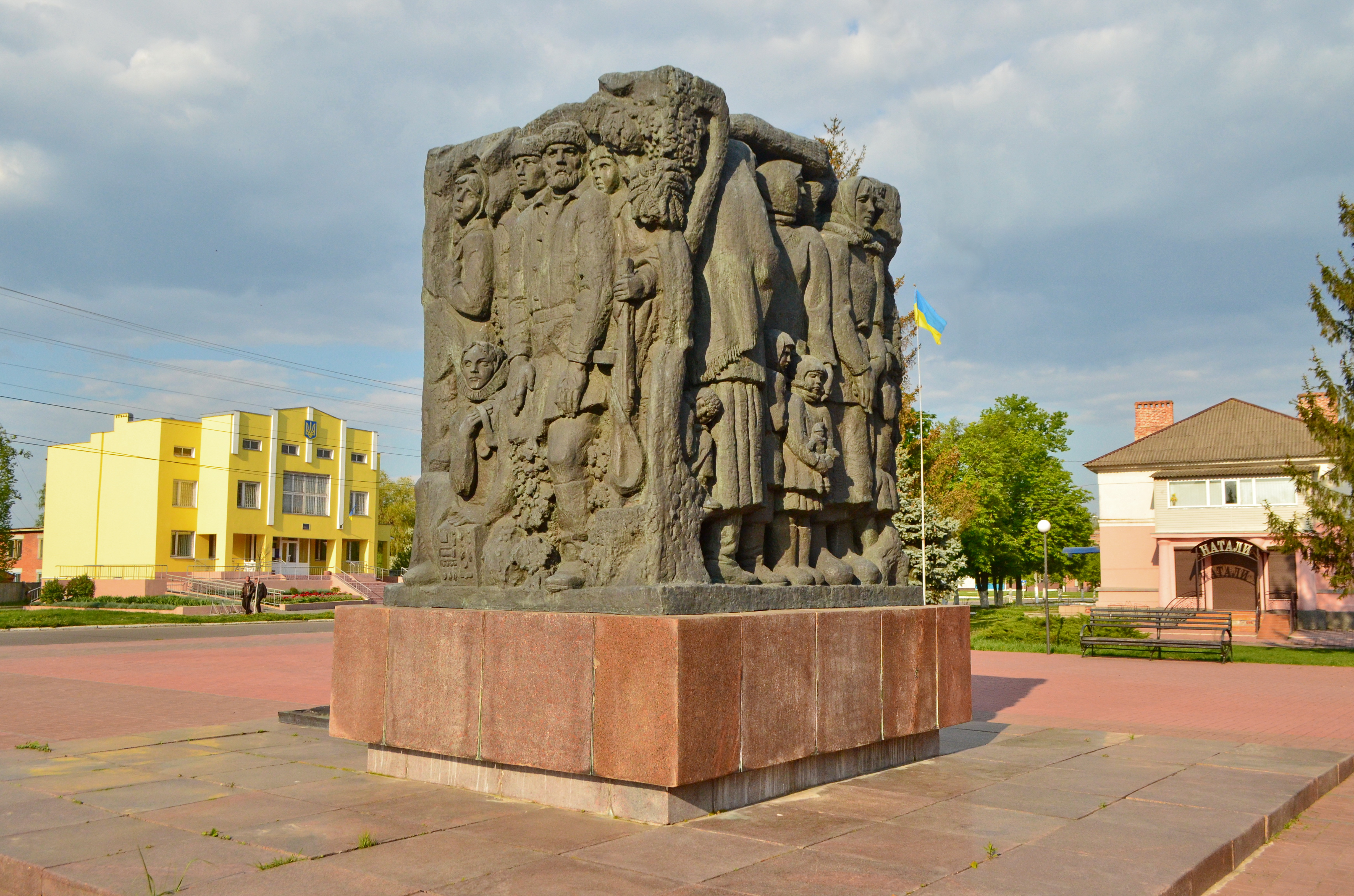
mémorial aux massacres de 1943, classé[4],
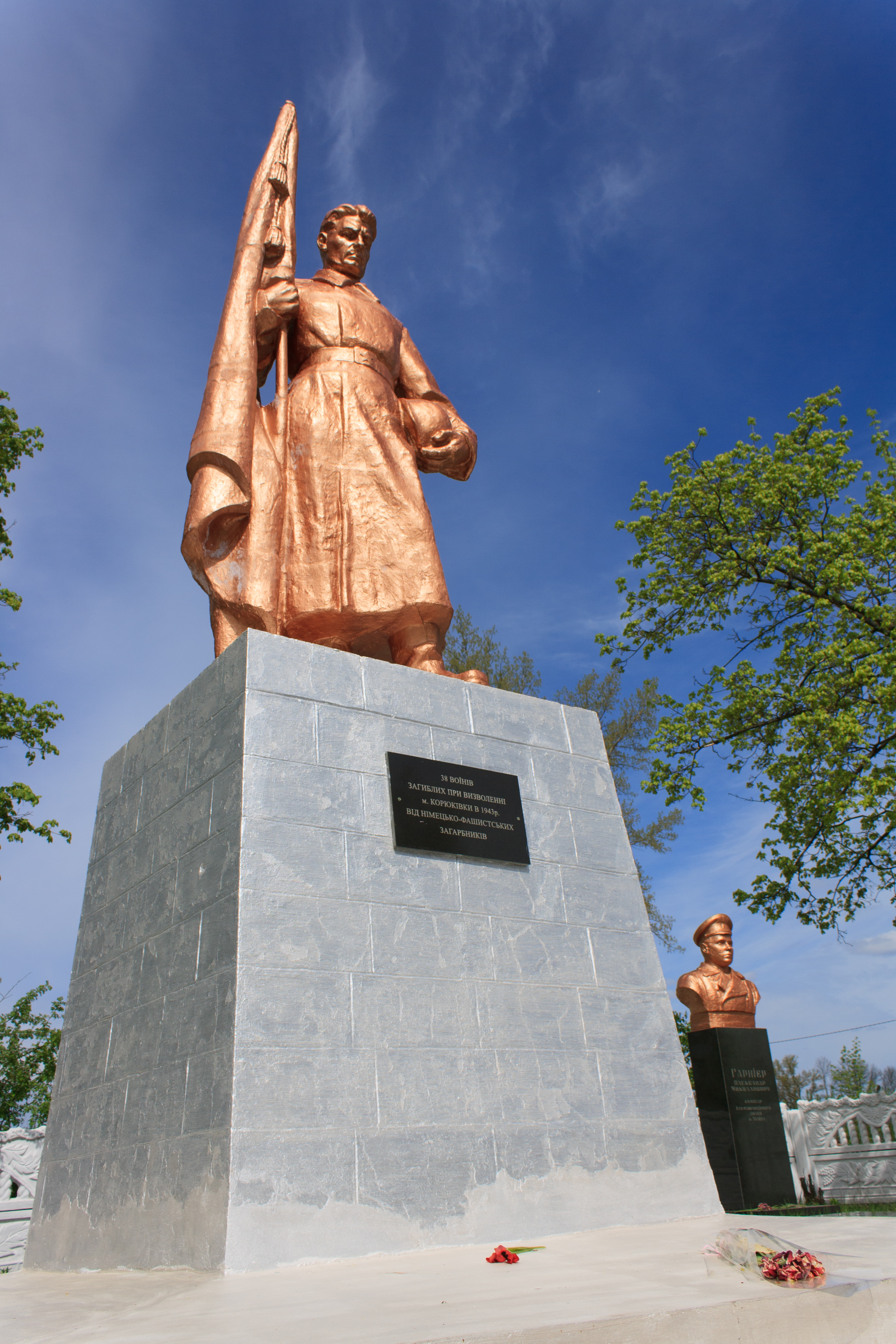
monument place Garnier, classé[5],
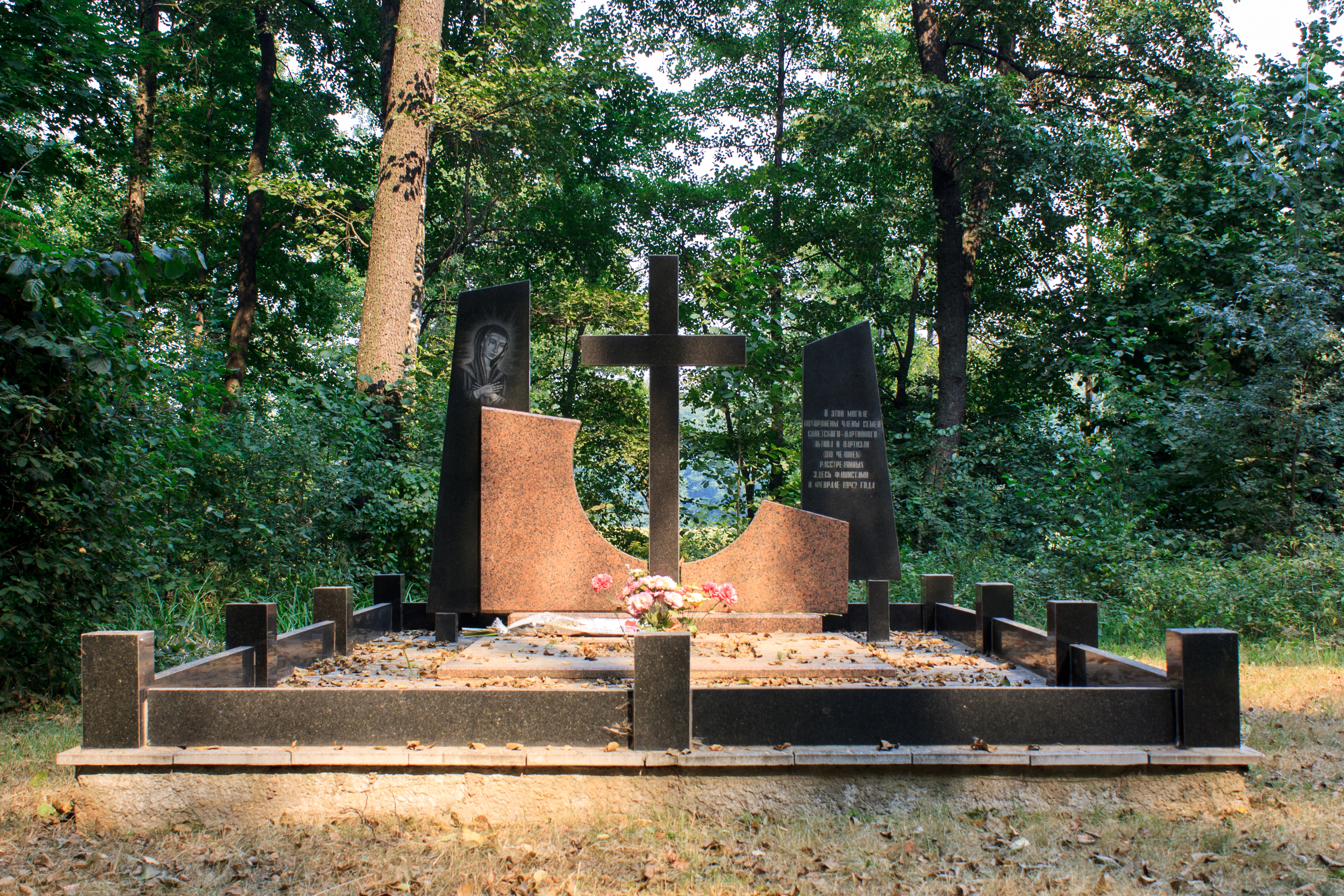
tombe de 80 civils, classé[6],
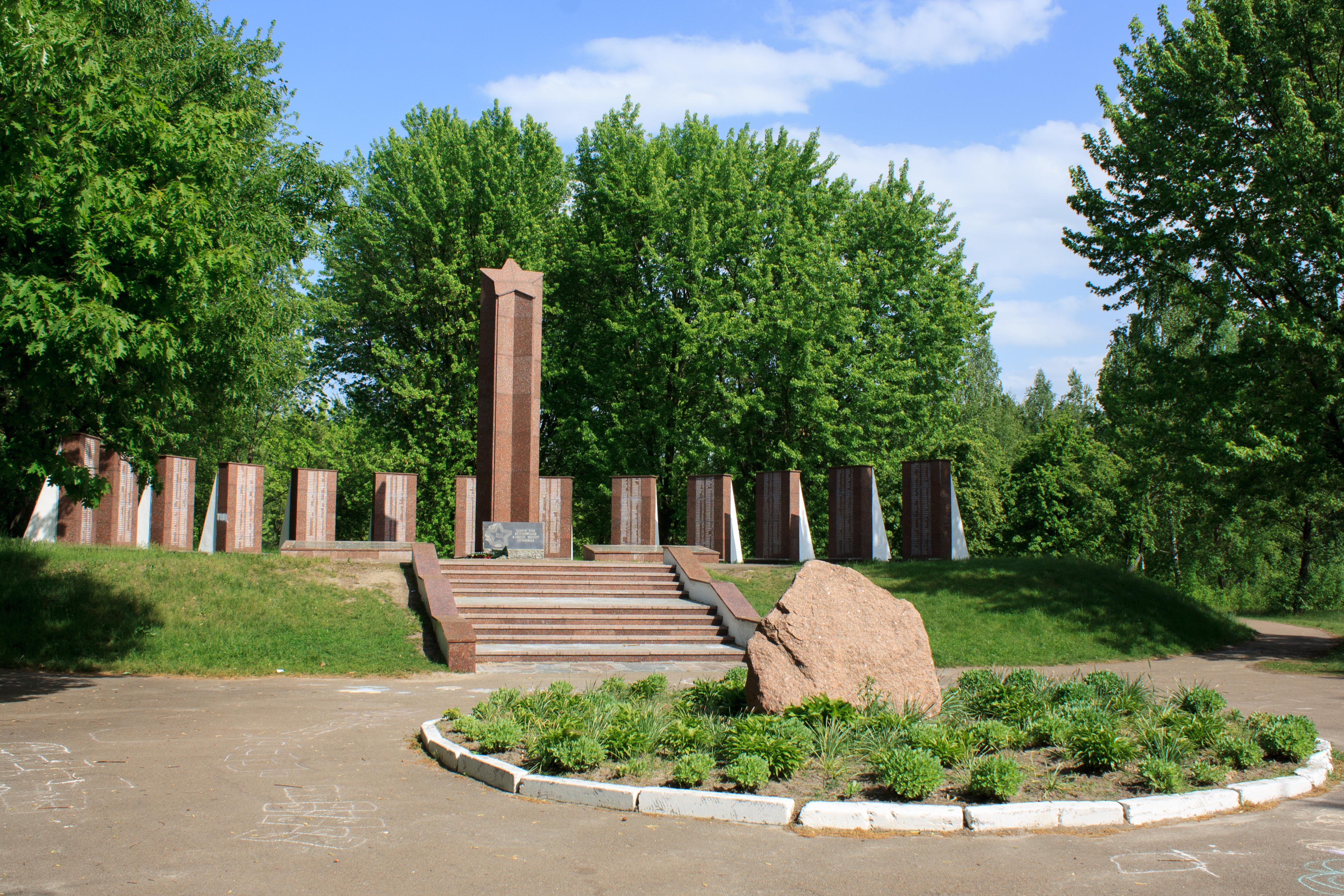
parc des 1232 morts, classé[7],
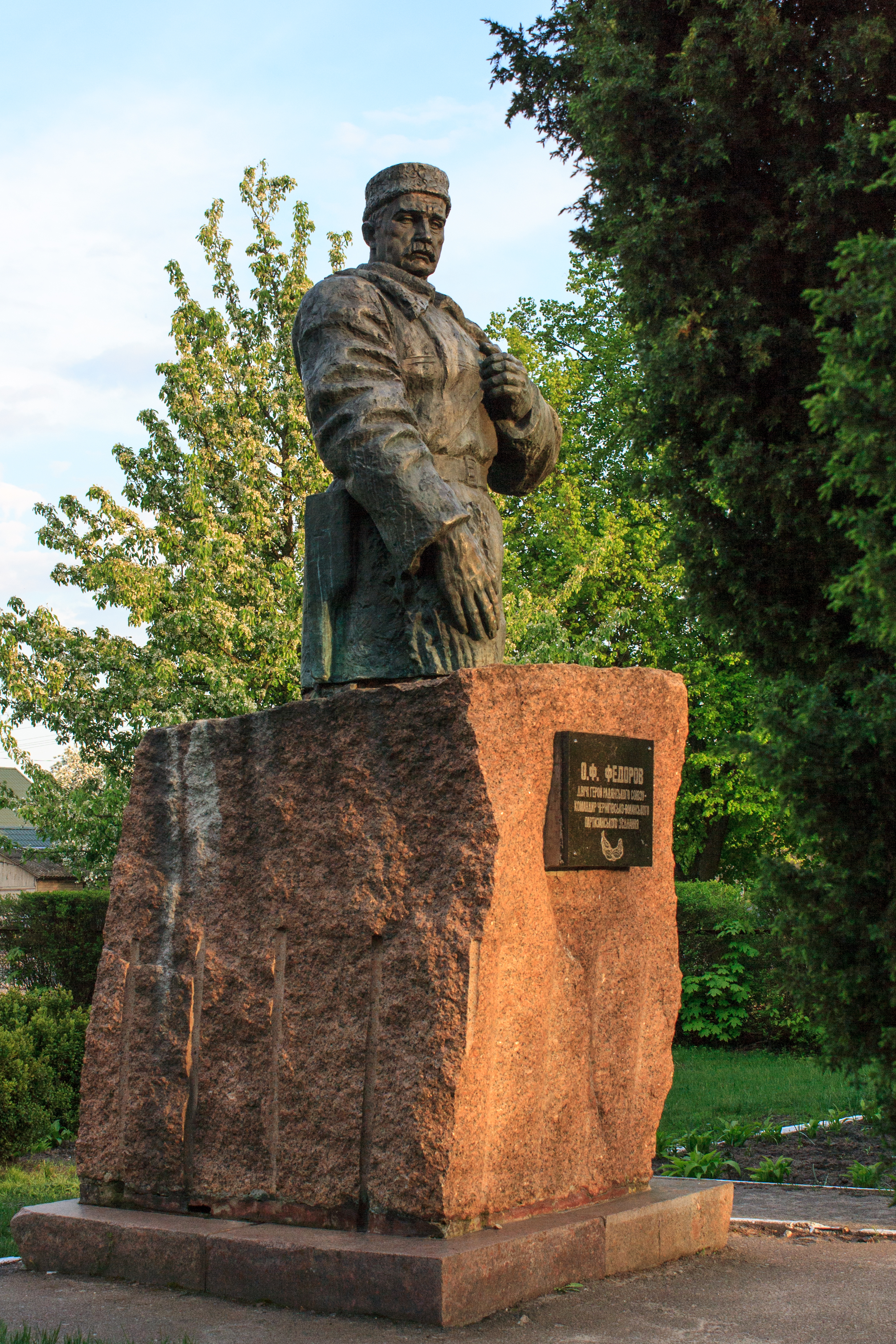
statue du partisan Oleksyi Fedorov, classé[8].

## Population
Recensements (*) ou estimations de la population :
| 1923* | 1926* | 1959* | 1970* | 1979*  |
| ----- | ----- | ----- | ----- | ------ |
| 5 932 | 6 609 | 9 625 | 9 837 | 12 004 |

| 1989*  | 2001*  | 2012   | 2013   | 2014   |
| ------ | ------ | ------ | ------ | ------ |
| 14 247 | 14 318 | 13 268 | 13 161 | 13 114 |

## Économie
La principale entreprise de Korioukivka est la société OAO Korioukovskaïa fabrika tekhnitcheskikh boumag (en russe : ОАО Корюковская фабрика технических бумаг), mise en service en 1949, qui fabrique une large gamme de papiers peints et emploie 1 400 salariés (2005). 